# Mama vysjla zamuzj
Mama vysjla zamuzj (russisk: Мама вышла замуж) er en sovjetisk spillefilm fra 1969 af Vitalij Melnikov.

## Medvirkende
- Ljusjena Ovtjinnikova som Zinaida
- Oleg Jefremov som Viktor
- Nikolaj Burljaev som Boris Golubev
- Larisa Burkova som Vera
- Konstantin Tjagunov som Dmitrij Petrovitj